# Rhagoletis caucasica
Rhagoletis caucasica
 es una especie de insecto del género Rhagoletis de la familia Tephritidae del orden Diptera. 
Kandybina y Richter la describieron científicamente por primera vez en el año 1976.